# Psychotria platyneura
Psychotria platyneura är en måreväxtart som beskrevs av Wilhelm Sulpiz Kurz. Psychotria platyneura ingår i släktet Psychotria och familjen måreväxter. Inga underarter finns listade i Catalogue of Life.